# Willi Schulz
Willi Schulz (* 4. Oktober 1938 in Wattenscheid) ist ein ehemaliger deutscher Fußballspieler.

## Vereinsspieler
Willi Schulz begann seine fußballerische Laufbahn im Juli 1950 beim westfälischen Amateurverein Union Günnigfeld. Zur Saison 1960/61 wechselte er zum FC Schalke 04 in die Oberliga West, damals eine der fünf höchsten Spielklassen im deutschen Fußball. Nachdem Schalke im zweiten Bundesligajahr 1964/65 Tabellenletzter wurde und dem Abstieg nur durch die Aufstockung der Bundesliga auf 18 Vereine entging, wechselte Schulz nach 135 Spielen für Schalke zum Hamburger SV. Hatte er zuvor meist auf der Position des Mittelläufers gespielt, entwickelte er sich in Hamburg als Libero, zuweilen auch Vorstopper zu einem der besten deutschen Abwehrspieler der späten 1960er und frühen 1970er Jahre. Ein Platz 5 in der Saison 1970/71 war seine beste Bundesliga-Platzierung mit Hamburg. So blieben das 1967 mit 0:4 gegen den FC Bayern München verlorene DFB-Pokalendspiel und die Endspielteilnahme im Europapokal der Pokalsieger am 23. Mai 1968 gegen den AC Mailand (0:2) die Höhepunkte in Schulz’ Hamburger Vereinskarriere. Nach 211 Bundesligaspielen für den HSV beendete Willi Schulz 1973 seine aktive Laufbahn. Am 24. April 1973 bestritt er mit dem HSV gegen eine Weltauswahl sein Abschiedsspiel (2:5). Kurz darauf gewann er mit dem HSV aber noch den erstmals ausgetragenen DFB-Ligapokal und damit den einzigen Titel seiner Profilaufbahn.

## Nationalspieler

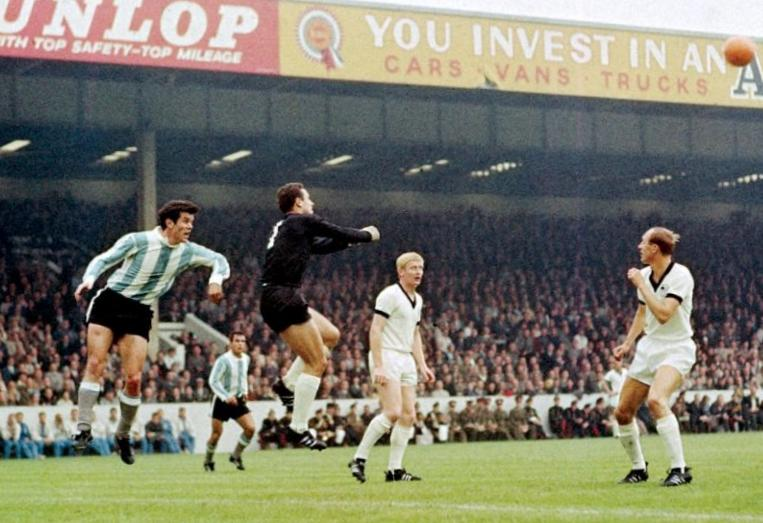
Solari, Mas, Tilkowski, Schnellinger und Schulz (Deutschland – Argentinien, WM 1966 in England)

Bereits während seiner Zeit bei Union Günnigfeld wurde der damalige DFB-Trainer Dettmar Cramer auf das junge Talent aufmerksam. Nachdem Schulz zu je einem Einsatz in der Junioren- und in der B-Nationalmannschaft gekommen war, berief Bundestrainer Sepp Herberger den Amateurspieler erstmals zu einem A-Länderspiel; es war das Spiel gegen Jugoslawien am 20. Dezember 1959 in Hannover (1:1). Dort spielte er zusammen mit den damaligen Größen Schnellinger, Rahn und Seeler auf der Position des rechten Außenläufers. Mit der DFB-Amateurmannschaft (insgesamt acht Einsätze) bestritt er auch die Olympia-Qualifikationsspiele für Rom 1960 gegen Finnland und Polen; die DFB-Elf konnte sich jedoch nicht qualifizieren. Bis zur Weltmeisterschaft 1962 in Chile hatte Schulz bereits sieben von 15 Spielen der Nationalelf bestritten und wurde in das Weltmeisterschaftsaufgebot berufen. In Chile nahm er an allen vier Spielen der DFB-Auswahl teil. Auch bei den Weltmeisterschaften 1966 in England und 1970 in Mexiko gehörte er zum Aufgebot und kam so auf insgesamt dreizehn WM-Einsätze. Der Höhepunkt seiner Länderspielkarriere war das WM-Finale am 30. Juli 1966 in London gegen England (2:4). In diesem Turnier zeigte er als Abwehrchef eine Weltklasseleistung, die ihm zur Ehrenbezeichnung „World-Cup-Willi“ verhalf. Sein 66. und letztes Länderspiel bestritt Schulz am 17. Juni 1970 im legendären WM-Halbfinale gegen Italien (3:4). Am Spiel um Platz 3 nahm er nicht mehr teil, nicht weil er seine Fußballschuhe versehentlich vergessen hatte, sondern  in Absprache mit Bundestrainer Helmut Schön. Während seiner Länderspielkarriere führte er die DFB-Elf zwanzigmal als Kapitän an. Zweimal wurde er in eine Weltauswahl berufen. Für seine sportlichen Leistungen erhielt er am 30. Juli 1966 das Silberne Lorbeerblatt.

## Geschäftsmann und Funktionär
Nach seiner Karriere als aktiver Fußballer begann Willi Schulz ein ebenso erfolgreiches Leben als Geschäftsmann in der Versicherungs- und Automatenbranche. Dem Hamburger SV blieb er als Vereinsmitglied weiter treu, und sein Engagement führte ihn bis zum stellvertretenden Vorsitzenden des Aufsichtsrats.

## Datenübersicht
- 1960–1963 Schalke 04, 83 Spiele – 6 Tore, Oberliga West
- 1963–1965 Schalke 04, 52 Spiele – 2 Tore, Bundesliga
- 1965–1973 Hamburger SV, 211 Spiele – 3 Tore, Bundesliga
- 66 A-Länderspiele
- 8 Amateur-Länderspiele
- Weltmeisterschaftsteilnahmen 1962, 1966, 1970
- Vizeweltmeister 1966, 3. Platz bei der WM 1970
- 2 Spiele in der Weltauswahl